# Klemens von Metternich
Klemens Wenzel (o Clemens Wenceslaus) Nepomuk Lothar, comte (des del 1813), príncep de Metternich-Winneburg a Beilstein (Coblença, 15 de maig del 1773-Viena, 11 de juny del 1859), comte de Königswart, i des de 1818 duc de Portella. Va ser un polític d'Àustria. Va ser l'impulsador del sistema que duia el seu nom, pel qual es volia garantir l'equilibri i l'ordre absolutista a Europa, i va tenir un paper molt important al Congrés de Viena després de les guerres napoleòniques.

## Estudis
Estudià dret a la universitat d'Estrasburg de 1788 a 1790 amb professors propers al protestantisme, i entre 1790 i 1792 a la Universitat de Mainz amb una educació més conservadora. Quan França va declarar la guerra a Àustria, Metternich no va poder seguir a Mainz i va ser enviat a una missió especial al front dirigint l'interrogatori del ministre de guerra francès, el marquès de Beurnonville, i de diversos comissaris de la Convenció Nacional que l'acompanyaven. Al front, Metternich va observar el setge i la caiguda de Valenciennes.

## Estada a Anglaterra
A principis de 1794 va ser enviat a Anglaterra, aparentment per negocis oficials, ajudant el vescomte Desandrouin, pel Tresorer General dels Països Baixos austríacs, a negociar un préstec. A Anglaterra, va conèixer el rei en diverses ocasions i va sopar amb diversos influents polítics britànics, inclosos William Pitt, Charles James Fox i Edmund Burke. Metternich va ser nomenat nou ministre plenipotenciari als Països Baixos austríacs, que Àustria va recuperar després de aixafar la revolució brabançona en 1790 i va deixar Anglaterra el setembre de 1794.

## Diplomàtic
En arribar als Països Baixos austríacs el govern s'havia exiliat i l'exèrcit es retirava davant de l'avanç francès durant les Guerres de la Revolució Francesa. A l'octubre, un exèrcit francès es va endinsar a Alemanya i va annexionar totes les terres de Metternich, excepte Königswart, i es va reunir als seus pares a Viena al novembre. El 27 de setembre de 1795 es va casar amb la comtessa Eleonore von Kaunitz-Rietberg, néta de qui havia estat canceller austríac Wenzel Anton, que el va introduir a la societat vienesa. El pare de la núvia, el príncep Kaunitz a condició que la encara jove Eleonore havia de continuar vivint a casa, i a Metternich se li va prohibir servir de diplomàtic mentre el príncep encara estigués viu. La seva filla Maria va néixer el gener de 1797. Després d'estudiar a Viena, la mort del príncep el setembre de 1797 va permetre a Metternich participar en el Segon Congrés de Rastatt, en què el seu pare, que dirigia la delegació imperial, el va prendre com a secretari fins al 1799, quan finalment es va acabar el congrés.

## Ambaixador

### Dresden i Berlin
La derrota imperial a la Guerra de la Segona Coalició va sacsejar els cercles diplomàtics, i a Metternich se li va oferir escollir entre tres posicions ministerials: a la Dieta Imperial de Ratisbona; al Regne de Dinamarca a Copenhaguen; o l'electorat de Saxònia a Dresden. Va triar Dresden a finals de gener de 1801 i va assumir el seu nou càrrec el 4 de novembre, i allà va prendre una amant, la princesa Katharina Bagration-Mukhranska, que li va donar una filla, Marie-Clementine. El gener de 1803, Metternich i la seva dona van tenir un fill que van anomenar Viktor. A Dresden, Metternich també va establir diversos contactes importants, incloent Friedrich Gentz, un publicista que serviria a Metternich com a confident i crític durant els següents trenta anys. També va establir vincles amb importants personatges polítics polonesos i francesos.
Per compensar la pèrdua de les terres dels Metternich a la vall del Mosel·la quan la República Francesa va annexionar-se la riba oest del Rin, el Reichsdeputationshauptschluss de 1803 va atrorgar-l'hi noves possessions a Ochsenhausen, el títol de príncep i un seient a la Dieta Imperial. En la posterior remodelació diplomàtica, Metternich va ser nomenat ambaixador al Regne de Prússia, que va ocupar el novembre de 1803, un moment crític de la diplomàcia europea, preocupat per les ambicions territorials de Napoleó Bonaparte, nou líder de França. Aquesta por va ser compartida per Alexandre I de Rússia, que va mantenir Metternich informat de la política russa. A la tardor de 1804 Viena va decidir la seva participació en la Tercera Coalició i es va encomanar a Metternich la tasca gairebé impossible de convèncer Prússia d'unir-se a la coalició contra Bonaparte. El seu eventual acord no es va deure a Metternich, i després de la derrota de la coalició a la batalla d'Austerlitz, Prússia va ignorar l'acord i va signar la Pau de Schönbrunn amb els francesos.

### Paris
Quan Johann Philipp von Stadion es va convertir en el ministre d'Afers Exteriors de l'Imperi Austríac, Metternich va assumir el càrrec d'ambaixador a l'Imperi Rus però abans d'anar a Moscou va quedar disponible l'ambaixada a Paris el juny de 1806 i es va establir a l'agost de 1806 assistit pel baró von Vincent i Engelbert von Floret, qui seria el seu assessor les següents dues dècades. El 5 d'agost es va reunir amb el ministre francès d'Afers Exteriors, el príncep Charles Maurice de Talleyrand-Périgord, i el mateix Napoleó cinc dies després a Saint-Cloud; aviat, la Guerra de la Quarta Coalició va dur a Talleyrand i a Napoleó cap a l'est. L'esposa i els fills de Metternich es van unir a ell a l'octubre, i va entrar a la societat fent servir el seu encant per guanyar-hi una gran eminència. Després del Tractat de Tilsit del juliol de 1807, Metternich va veure que la posició d'Àustria a Europa era més vulnerable i creia que l'acord entre Rússia i França no duraria. Mentrestant, va trobar-se amb el nou ministre francès d'Afers Exteriors, Jean-Baptiste Champagny per negociar un acord satisfactori sobre el futur de diversos forts francesos al riu Inn. Durant els mesos següents, l'abast de la política austríaca i la pròpia reputació de Metternich van augmentar, i va impulsar una aliança rus-austríaca, tot i que el tsar Alexandre estava massa preocupat per les altres tres guerres en què estava compromès. Amb el pas del temps, Metternich va arribar a veure inevitable una eventual guerra amb França.
A finals de 1808 Metternich va ser cridat a Viena per debatre la possibilitat que Àustria envaís el Primer Imperi Francès mentre Napoleó feia campanya a Espanya. El seu informe deia que era improbable que Rússia volgués lluitar contra Àustria i que França tenia poques tropes disponibles per lluitar al centre d'Europa. De tornada a París, quan Àustria va declarar la guerra a França, Metternich va ser arrestat en represàlia per la detenció de dos diplomàtics francesos a Viena, però els seus efectes van ser mínims. Se li va permetre deixar França sota escorta cap a Àustria a finals de maig de 1809. Després de la presa de Viena per Napoleó, Metternich va ser conduït a la capital austríaca i sent canviat per diplomàtics francesos.

## Ministre d'Exteriors

### Relaxació amb França
De tornada a Àustria, Metternich va ser testimoni de primera mà de la derrota de l'exèrcit austríac a la batalla de Wagram el 1809, i quan Johann Philipp von Stadion va presentar la seva renúncia com a ministre d'Afers Exteriors, l'emperador va oferir immediatament el lloc a Metternich, i preocupat que Napoleó se n'aprofités per exigir unes condicions de pau més dures, va nomenar-lo ministre d'Estat per dirigir les negociacions amb els francesos, entenent que substituiria més tard Stadion com a ministre d'Afers Exteriors. Durant les converses de pau a Altenburg, Metternich va presentar propostes pro-franceses per salvar la monarquia austríaca. A Napoleó Bonaparte no li va agradar la seva posició sobre el futur de Polònia, i Metternich va ser gradualment desplaçat de les converses pel príncep de Liechtenstein. Aviat va recuperar la influència com a ministre d'Afers Exteriors i ministre de la Casa Imperial, nomenat el 8 d'octubre. A principis de 1810 la relació anterior de Metternich amb Laure Junot es va fer pública, però, a causa de la comprensió d'Eleonore, l'escàndol fou mínim.
Una de les primeres tasques de Metternich va ser impulsar el matrimoni de Napoleó amb l'arxiduquessa Maria Lluïsa d'Àustria per davant de més que amb Anna de Rússia la germana menor d'Alexandre I de Rússia, i el 7 de febrer Napoleó va acceptar i la parella es va casar per representació l'11 de març. Posteriorment, Metternich intentaria distanciar-se del matrimoni afirmant que havia estat idea de Napoleó. Maria Lluïsa va marxar a França poc després i Metternich va seguir extraoficialment una ruta diferent per dur la seva família a casa, atrapada a França per l'esclat de la guerra, i per informar a l'emperador austríac de les activitats de Maria Lluïsa. Metternich va romandre sis mesos, confiant el despatx de Viena al seu pare, usant el matrimoni i l'adulació per renegociar els termes establerts a la Pau de Schönbrunn. Les concessions que va obtenir van ser trivials, però: alguns drets comercials, retard en el pagament de la indemnització de guerra, restitució d'algunes terres pertanyents a alemanys al servei austríac, inclosa la de la família Metternich, i l'eliminació d'un límit de 150.000 homes a l'exèrcit austríac. L'últim va ser particularment ben rebut com a signe d'una major independència austríaca, tot i que Àustria ja no es podia permetre un exèrcit major.

### Aliat de França

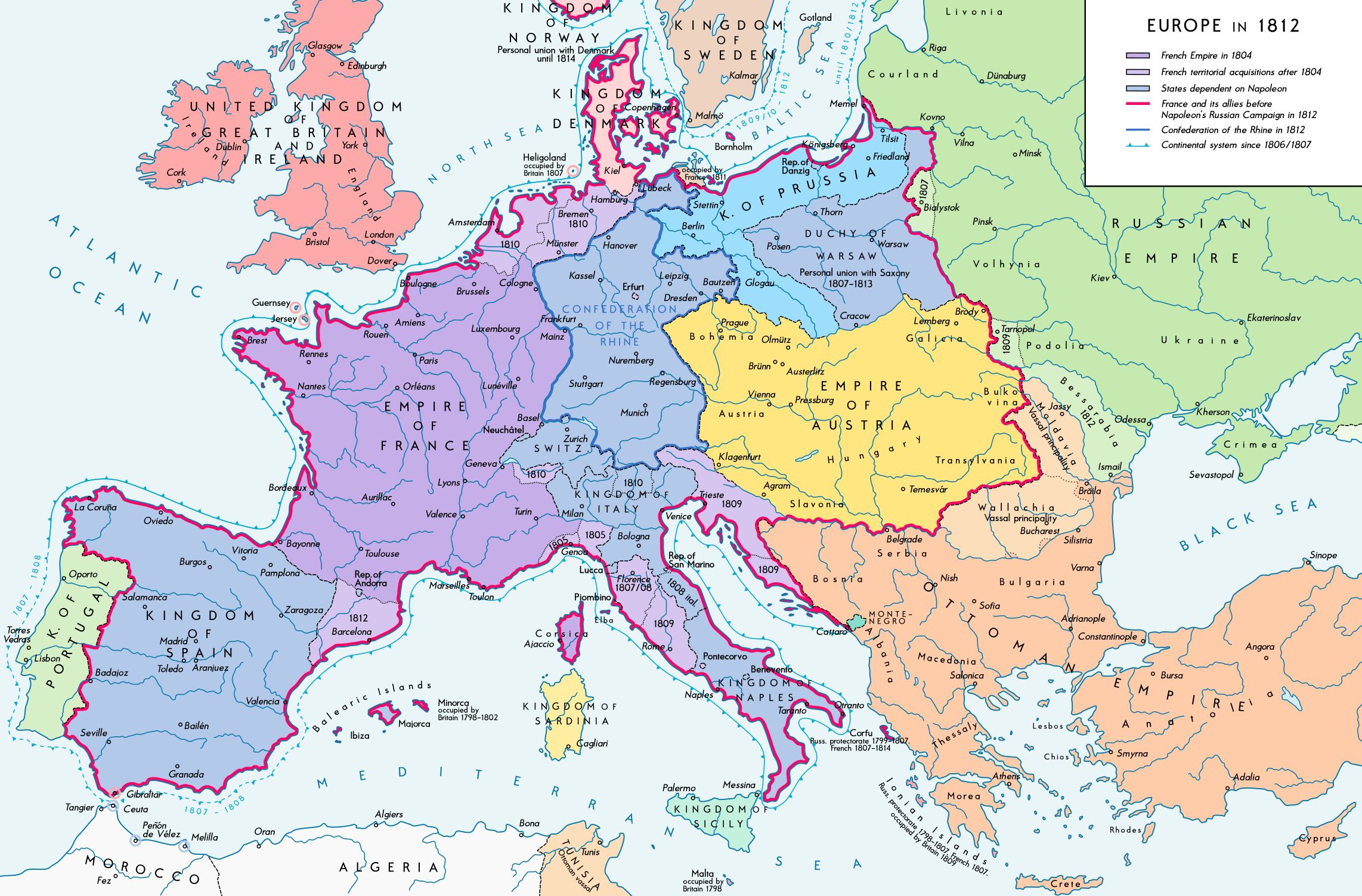
Europa en 1812

Quan Metternich va tornar a Viena l'octubre de 1810, la seva influència es va limitar als afers exteriors, i els seus intents de reintroduir un Consell d'Estat complet havien fracassat. Convençut que Àustria, molt debilitada havia d'evitar una altra invasió del Primer Imperi Francès, va rebutjar els intents d'Alexandre I de Rússia i va concloure una aliança amb Napoleó Bonaparte el 14 de març de 1812. També va donar suport a un període de censura moderada, dirigit a evitar la provocació dels francesos. El tractat exigia només 30.000 tropes austríaques per lluitar al costat dels francesos, més generós que el que Prússia havia signat un mes abans; això va permetre a Metternich donar garanties tant a Gran Bretanya com a Rússia que Àustria seguia compromesa a frenar les ambicions napoleòniques. Va acompanyar el seu sobirà per a una reunió final amb Napoleó a Dresden el maig de 1812 abans que Napoleó s'embarqués en la Invasió francesa de Rússia. La reunió de Dresden va revelar que la influència d'Àustria a Europa havia arribat al seu punt més baix, i Metternich estava ara decidit a restablir-la mitjançant el que considerava forts llaços amb totes les parts de la guerra, proposant converses generals de pau encapçalades per Àustria. Durant els següents tres mesos, aniria distanciant lentament Àustria de la causa francesa, tot evitant aliances amb Prússia o Rússia, i quedant obert a qualsevol proposta que assegurés un lloc per a la combinació de la dinastia Bonaparte-Habsburg per evitar que si Napoleó fos derrotat, Rússia i Prússia guanyarien massa. Napoleó era intransigent, i després del desastre de la Grande Armée a Rússia, les potències continentals que havien estat constantment humiliades per Napoleó en diverses guerres al llarg de tota una dècada, van veure finalment una oportunitat de derrotar, i es van unir a la Sisena Coalició. L'aliança d'Àustria amb França va acabar el febrer de 1813, i Àustria va passar a una posició de neutralitat armada.

### Neutralitat
Metternich tenia molt menys ganes de revenjar-se del Primer Imperi Francès que molts dels seus contemporanis i va afavorir els seus propis plans per a un acord general. Al juny, Metternich va deixar Viena per dirigir personalment les negociacions a Gitschin, Bohèmia, on va gaudir de l'hospitalitat de la princesa Wilhelmine de Sagan, amb qui va viure una aventura que va durar diversos mesos. Cap altra amant no va aconseguir mai cap influència sobre Metternich com ella, i ell li continuaria escrivint després de la seva separació. Com que Gran Bretanya no va poder ser coaccionada, va enviar propostes només a França i Rússia que van ser rebutjades, però, després de les batalles de Lützen i Bautzen els francesos van demanar una treva iniciada per francesos i l'abril, Metternich va començar a preparar lentament i a contracor Àustria per a la guerra amb França. l'armistici va proporcionar a Àustria temps per a una mobilització més completa. Mentrestant, el ministre francès d'Afers Exteriors, Hugues-Bernard Maret, va romandre esquiu tot i que Metternich va aconseguir discutir l'estat de les coses amb Alexandre I de Rússia en 18 i 19 de juny a Opotschna, converses que després es ratificarien com a Conveni de Reichenbach, en què es van acordar les demandes generals de pau i s'establia el procés pel qual Àustria podia entrar en la guerra al bàndol de la Coalició. Poc després, Metternich va ser convidat a unir-se a Napoleó a Dresden per exposar-li els termes directament. Tot i que no existeix cap registre fiable de la seva reunió del 26 de juny de 1813, sembla que va ser una reunió tensa però eficaç, acordant que les negociacions de pau començarien a Praga al juliol, ignorant la Convenció de Reichenbach, cosa que va enfadar els aliats de la Coalició austríaca. La Conferència de Praga no es reuniria mai de manera efectiva, doncs Napoleó Bonaparte no va donar als seus representants Armand Caulaincourt i el comte de Narbona suficients poders per negociar. En les discussions informals que es van mantenir en lloc de la conferència, Caulaincourt va donar a entendre que Napoleó no negociaria fins que un exèrcit aliat no amenacés la mateixa França, i això va convèncer Metternich. Després d'un ultimàtum ignorat que Metternich va enviar a França, Àustria va declarar la guerra el 12 d'agost.

### Sisena Coalició
Els aliats de l'Imperi d'Austria van veure la declaració de guerra com el fracàs de les ambicions diplomàtiques d'Àustria, però Metternich la va veure com un moviment en una campanya molt més llarga. Durant la resta de la guerra, es va esforçar per mantenir la Coalició unida i frenar l'impuls rus a Europa, aconseguint que un general austríac, el príncep de Schwarzenberg, fos nomenat comandant suprem de les forces de la coalició en lloc d'Alexandre I de Rússia i va aconseguir que els tres monarques aliats anessin amb els seus exèrcits en campanya. Amb els tractats de Teplitz, Metternich va permetre que Àustria continués sense comprometre's sobre el futur de França, Itàlia i Polònia. Però estava pressionat pels britànics, que finançaven Prússia i Rússia, i al setembre Metternich va sol·licitar subvencions també per a Àustria. Mentrestant, les forces de la coalició van prendre l'ofensiva. El 18 d'octubre de 1813 Metternich va ser testimoni de l'èxit de la batalla de Leipzig i, dos dies després, va ser recompensat per la seva "sàvia direcció" amb el rang de príncep. Metternich va quedar encantat quan Frankfurt es va recuperar a principis de novembre i, en particular, per la deferència que el tsar va mostrar a Francesc I d'Àustria en una cerimònia organitzada allà per Metternich.
Amb la guerra a punt d'acabar, Metternich estava romandre decidit a impedir la creació d'un estat alemany fort i unificat, i el novembre de Metternich 1813 va oferir a Napoleó les propostes de Frankfurt, que permetrien a Napoleó seguir sent emperador, però reduint França a les seves "fronteres naturals", revertint el control de les zones ocupades d'Itàlia i Alemanya. El 2 de desembre Napoleó va acceptar parlar, tot i que aquestes converses es van endarrerir per la necessitat de la participació d'un diplomàtic britànic d'alt nivell. Abans de començar les converses, els exèrcits de la coalició van creuar el Rin el 22 de desembre. Metternich es va retirar de Frankfurt a Breisgau per celebrar el Nadal amb la família de la seva dona abans de viatjar a la nova seu de la Coalició a Basilea el gener de 1814. A principis de 1814, quan assetjaven París, Napoleó va acceptar les propostes de Frankfurt, però la Gran Bretanya no estava disposada a renunciar a una supremacia militar que havia trigat durant vint anys per establir i es van proposar termes més estrictes. Metternich estava preocupat per que la retirada de Napoleó comportés un desordre que perjudiqués els Habsburg i creia que s'havia de concloure una pau. El tsar va exigir una empenta cap al centre de França però estava massa preocupat per oposar-se a les altres idees de Metternich, com una conferència de pau final a Viena. Metternich no va assistir a converses amb els francesos a Chatillon, ja que volia quedar-se amb Alexandre. Les converses es van estancar i, després d'un breu avanç, les forces de la coalició van haver de retirar-se després de Montmirail i Montereau. Això va alleujar els temors de Metternich que un Alexandre massa confiat pogués actuar unilateralment. El Tractat de Chaumont de febrer de 1814 demanava a Napoleó que deixés totes les seves conquestes, revertint així a França a les seves fronteres pre-revolució, a canvi d'un alto el foc. Si Napoleó refusava el tractat, els Aliats prometien continuar la guerra. L'endemà Napoleó va refusar el tractat, acabant la seva última possibilitat d'un final negociat.
Metternich va continuar les negociacions amb Armand-Augustin-Louis de Caulaincourt fins a mitjans de març de 1814, quan la victòria a Laon va tornar a posar la coalició a l'ofensiva. En absència de prussians i russos, la Coalició va acordar la restauració de la dinastia borbònica. Francesc va rebutjar una petició final de Napoleó que abdicaria a favor del seu fill amb Marie Louise com a regent, i París va caure el 30 de març. Les maniobres militars havien fet anar Metternich cap a Dijon el 24 de març i va marxar a Paris el 7 d'abril. El 10 d'abril va trobar una ciutat en pau i en gran manera sota el control del tsar Alexandre. Als austríacs no els agradaven els termes del Tractat de Fontainebleau que Rússia havia imposat a Napoleó en la seva absència, però Metternich es va mostrar reticent a oposar-s'hi i l'11 d'abril va signar el tractat i es va centrar a salvaguardar els interessos austríacs en la pau, afirmant la influència d'Àustria a Alemanya per sobre la de Prússia, i desfer la russa, i es va assegurar que les províncies italianes de Llombardia i Venècia, que van passar al Regne napoleònic d'Itàlia, un estat client francès, el 1805 pel Tractat de Pressburg, fossin degudament recuperades per Àustria.
Quant a Polònia i Alemanya, ocupades pels francesos, la qüestió es va ajornar fins que es va signar un tractat de pau. Metternich, com molts dels seus homòlegs, estava ansiós de proporcionar a la renovada monarquia francesa els recursos per suprimir la nova revolució, i es va signar el generós tractat de París el 30 de maig. Metternich i Wilhelmina van acompanyar el tsar Alexandre a Anglaterra, i allà Metternich va restablir la seva reputació i la d'Àustria i va ser guardonat amb un títol en dret honorari per la Universitat d'Oxford. Es va produir poca diplomàcia i tot el que es va acordar fermament va ser que es duran a terme debats adequats a Viena, amb una data provisionalment fixada per al 15 d'agost. Quan el tsar va intentar posposar-lo a l'octubre, Metternich va acceptar aplicant condicions que impedien a Alexandre exercir cap avantatge pel seu control de facto de Polònia. Metternich es va reunir finalment amb la seva família a Àustria a mitjan juliol de 1814, després d'haver-se aturat una setmana a França per calmar els temors de la dona de Napoleó Marie Louise, ara la duquessa de Parma. El seu retorn a Viena va ser celebrat per una cantata ocasional que incloïa la línia "La història et manté fins a la posteritat com a model entre grans homes".

### El congrés de Viena
A la tardor de 1814, els caps de les cinc dinasties regnants i els representants de 216 famílies nobles van començar a reunir-se a Viena. Metternich va nomenar el seu ajudant Friedrich Gentz com a secretari de les negociacions. Els Sis Grans (Gran Bretanya, l'Imperi Austríac, Prússia, l'Imperi Rus, els Quatre Grans més Espanya i França) es van convertir en el Comitè Preliminar dels Vuit (afegint Suècia i Portugal), i la primera decisió del qual va ser que el mateix congrés fos ajornat a l'1 de novembre, i es tornaria a ajornar, amb només una petita comissió començant a treballar al novembre. Mentrestant, Metternich va organitzar una àmplia varietat d'entreteniments per als delegats, inclòs ell mateix.
Deixant Castlereagh per negociar en nom del tsar Alexandre, Metternich va dirigir breument la seva atenció a sufocar el sentiment anti-Habsburg a Itàlia, i va contrariar el tsar Alexandre durant les negociacions sobre el Gran Ducat de Varsòvia en donar a entendre que Àustria podria igualar militarment a Rússia. Francesc I d'Àustria es va negar a destituir-lo, i la crisi política va sacsejar Viena culminant amb una declaració del tsar per la que Rússia no es comprometria en la seva reclamació sobre Polònia com a regne satèl·lit, i la Coalició ho va rebutjar totalment, però finalment va acceptar la partició de Polònia, va suavitzar la seva posició respecte al Regne de Saxònia i per primera vegada va permetre a Talleyrand participar en totes les discussions dels Quatre Grans (ara Cinc Grans).
Les principals qüestions relacionades amb Polònia i Alemanya es van resoldre la segona setmana de febrer de 1815. Àustria va guanyar terres en la partició de Polònia i va impedir l'annexió prussiana de Saxònia, però es va veure obligada a acceptar el domini rus a Polònia i augmentar la influència prussiana a Alemanya, i Metternich es va centrar en aconseguir que els diferents estats alemanys cedissin drets històrics a una nova Dieta Federal que pogués enfrontar-se a Prússia. També va ajudar el Comitè Suís. El 7 de març, Metternich va conèixer la notícia que Napoleó s'havia escapat d'Elba i en una hora s'havia trobat tant amb Alexandre el Gran com amb Frederic Guillem III de Prússia. Metternich no volia cap canvi de rumb precipitat, i al principi, hi va haver poc impacte al Congrés. Finalment, el 13 de març els Cinc Grans van declarar Napoleó fora de la llei i els aliats van començar els preparatius per a una nova guerra i el 25 de març van signar un tractat que comprometia cadascun a enviar 150.000 homes. Després que els comandants militars van marxar es va establir un treball de fixar els límits d'uns Països Baixos independents, formalitzant propostes per a una confederació laxa de cantons suïssos i ratificant acords anteriors sobre Polònia. A finals d'abril només quedaven dues qüestions importants, l'organització d'una nova federació alemanya i el problema d'Itàlia.
Itàlia va començar a arribar a un punt important, Àustria havia consolidat el seu control sobre la Llombardia i el Vènet, establint el Regne Llombardovènet i va estendre la seva protecció a províncies controlades nominalment per Maria Lluïsa d'Àustria. El 18 d'abril, Metternich va anunciar que Àustria estava formalment en guerra amb el Regne de Nàpols de Joaquim Murat. Àustria va guanyar la batalla de Tolentino el 3 de maig i va capturar Nàpols menys de tres setmanes després, i Metternich va poder aplaçar una decisió sobre el futur del país fins després de Viena. Les discussions sobre Alemanya s'allargarien fins a principis de juny, quan es va ratificar una proposta conjunta austríac-prussiana. Va deixar la majoria de les qüestions constitucionals a la nova dieta, que presidiria l'emperador Francesc. Malgrat les crítiques des d'Àustria, Metternich estava satisfet amb el resultat i el grau de control que atorgava als Habsburg i, a través d'ells, ell mateix. Metternich va ser capaç d'utilitzar la dieta per als seus propis fins en nombroses ocasions. L'acord va ser igualment popular entre la majoria de representants alemanys. El 19 de juny es va signar un tractat sumatori (els russos van signar una setmana més tard), que va posar fi oficialment al Congrés de Viena. El mateix Metternich havia marxat el 13 de juny cap al front, preparat per a una llarga guerra contra Napoleó. Napoleó, però, va ser derrotat decisivament a la batalla de Waterloo el 18 de juny.

### París i Itàlia

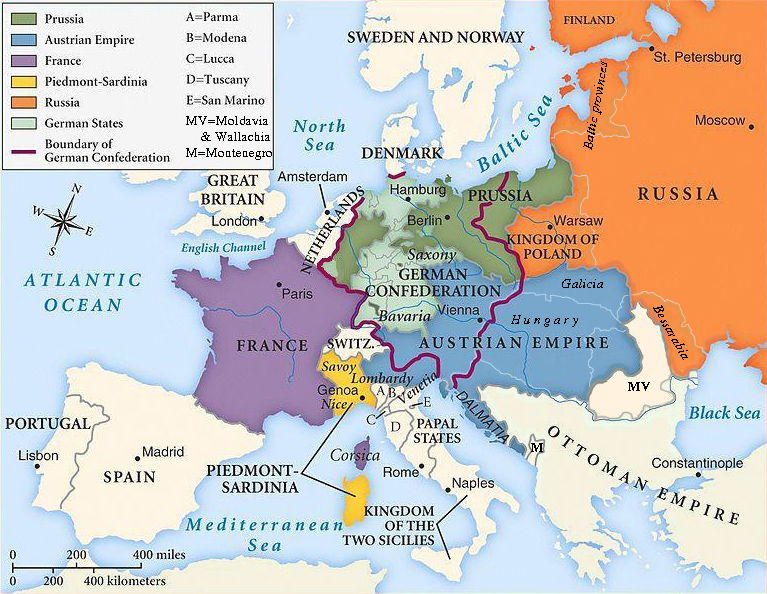
Europa després del Congres de Viena

Metternich va tornar aviat amb els aliats de la coalició a París, una vegada més discutint els termes de pau. Després d'unes negociacions més llargues que el Govern dels cent dies, el 20 de novembre es va concloure el segon Tractat de París. Metternich, que creia que França no hauria de ser trossejada, estava content amb el resultat: França només va perdre una petita terra al llarg de les seves fronteres orientals, set-cents milions de francs francesos, i les obres d'art que havia saquejat. També va acceptar un exèrcit d'ocupació de 150.000 persones. Mentrestant, el 26 de setembre s'havia signat un tractat separat, proposat per Alexandre i redactat de nou per Metternich. Això va crear una nova Santa Aliança centrada en l'imperi Rus, Prússia i l'Imperi d'Àustria; va ser un document que Metternich no pretenia ni desitjava, donats els seus sentiments vagament liberals. Finalment van signar representants de la majoria dels estats europeus, amb l'excepció dels Estats Pontificis, el Regne Unit i l'Imperi Otomà. Poc després, un tractat separat va reafirmar la quàdruple aliança i va establir a través del seu article sisè el sistema del Congressos de reunions diplomàtiques periòdiques, alhora que inaugurava un període reaccionari que en historiografia es coneix com a Vormärz. Amb Europa en pau, Àustria havia guanyat més d'un 50% més de territori que quan Metternich havia esdevingut ministre d'Afers Exteriors.
Metternich va tornar a la qüestió d'Itàlia, fent la seva primera visita al país a principis de desembre de 1815. Després de visitar Venècia, va instar Francesc I d'Àustria a donar una certa autonomia a la regió. Metternich va passar quatre mesos a Itàlia, intentant controlar la política exterior austríaca des de Milà i quan hi va haver un greu desacord entre l'Imperi i el Regne de Baviera, va ser molt criticat per la seva absència però els seus enemics no ho van poder aprofitar doncs Johann Philipp von Stadion estava ocupat pel seu treball com a ministre de finances i l'emperadriu Maria Lluïsa d'Àustria-Este, una ferotge crítica de les polítiques de Metternich, va morir a l'abril. Metternich va tornar a Viena el 28 de maig de 1816 després de gairebé un any d'absència, per dedicar-se a la política fiscal i el seguiment de l'expansió del liberalisme a Alemanya i del nacionalisme a Itàlia, i en juliol va rebre noves finques al llarg del Rin a Johannisberg, a només 40 km del seu lloc de naixement a Coblença.
El juny de 1817, Metternich va haver d'escortar Maria Leopoldina, la filla recentment casada de l'emperador, a un vaixell a Livorno. Hi va haver retard a la seva arribada, i Metternich va passar el temps viatjant per Itàlia de nou; va visitar Venècia, Pàdua, Ferrara, Pisa, Florència i Lucca. Encara que alarmat perque moltes de les concessions de Francesc encara no estaven en pràctica, va ser optimista i va fer una altra petició per la descentralització el 29 d'agost. Després que això fracassés, va esforçar-se en fer una reforma administrativa general per evitar l'aparença d'afavorir els italians sobre la resta de l'Imperi. Mentre hi treballava va tornar a Viena el 12 de setembre de 1817, quedant immediatament implicat en l'organització del matrimoni de la seva filla Maria amb el comte Joseph Esterházy només tres dies després. Va resultar massa, i Metternich es va posar malalt. Després d'un retard per a la recuperació, Metternich va condensar les seves propostes per a Itàlia en tres documents que va presentar a Francesc, tots amb data del 27 d'octubre de 1817. L'administració romandria antidemocràtica, però hi hauria un nou Ministeri de Justícia i quatre nous cancellers, cadascun amb competències locals, inclòs un per "Itàlia". Les divisions serien regionals, no nacionals. Al final, Francesc va acceptar les propostes revisades, encara que amb diverses alteracions i restriccions.

### Aquisgrà, Teplice, Karlsbad, Troppau i Ljubljana
L'enfocament de Metternich era preservar la unitat entre les grans potències d'Europa i el seu propi poder com a mediador, i estava preocupat per la creixent influència del liberal Ioannis Kapodístrias sobre Alexandre I i l'amenaça que Rússia s'annexionés grans àrees d'un Imperi Otomà en declivi. En abril de 1818 Gran Bretanya va proposar, i Metternich va tirar endavant, un Congrés a Aquisgrà sis mesos després. Mentrestant, a Metternich se li va aconsellar que anés a la ciutat balneari de Karlsbad per tractar la tensió reumàtica de l'esquena, on va rebre la notícia de la mort del seu pare als 72 anys. Va visitar la finca familiar a Königswart i després a Frankfurt a finals d'agost per animar els estats membres de la Confederació Alemanya a posar-se d'acord en qüestions de procediment. Ara també podria visitar Koblenz per primera vegada en 25 anys i la seva nova finca a Johannisberg. Viatjant amb l'emperador Francesc, va ser ben rebut per les ciutats catòliques al llarg del Rin mentre avançava cap a Aquisgrà. Havia concertat per endavant que els diaris cobrissin el primer congrés d'aquest tipus en temps de pau. En el congrés, Metternich va impulsar la retirada de les tropes aliades de França, que es va acordar gairebé immediatament, i els mitjans per preservar la unitat de les potències europees, que només es va estendre al manteniment de la Quàdruple Aliança. Metternich va rebutjar els plans idealistes del tsar per (entre altres coses) un exèrcit europeu únic. Les seves pròpies recomanacions als prussians per a un major control de la llibertat d'expressió van ser igualment difícils de donar suport obertament a altres potències com la Gran Bretanya.
Metternich va viatjar amb la princesa Dorothea von Lieven a Brussel·les poc després del final del congrés, i encara que no va poder romandre més d'uns quants dies, la parella va intercanviar cartes durant els vuit anys següents. Va arribar a Viena l'11 de desembre i va passar un temps considerable amb els seus fills. Va entretenir el tsar durant el Nadal i va passar dotze setmanes vigilant Itàlia i Alemanya abans de marxar amb l'emperador en el tercer viatge a Itàlia, que es va veure truncat per l'assassinat d'August von Kotzebue, pel que va decidir que si els governs alemanys no actuaven, Àustria els hauria d'obligar. Va convocar una conferència informal a Karlsbad i va manifestar el suport prussià havent-se reunit a Teplice al juliol amb Frederic Guillem III de Prússia. Utilitzant un recent atemptat contra la vida del ministre en cap de Nassau, Karl von Ibell, va forçar un acord per al programa conservador que ara es coneix com a Convenció de Teplitz. La conferència de Karlsbad es va obrir el 6 d'agost i va durar la resta del mes. Metternich va superar qualsevol oposició a la seva proposta de "grup de mesures antirevolucionàries, correctes i preventives", encara que foren condemnades per forasters. Malgrat la censura, Metternich estava molt satisfet amb el resultat, conegut com els Decrets de Karlsbad.
A la conferència de Viena més tard l'any, Metternich es va veure obligat pels reis de Württemberg i Baviera a abandonar els seus plans per reformar la Confederació Germànica, penedint-se d'haver forçat tan ràpidament la seva constitució cinc anys enrere. No obstant això, es va mantenir en altres qüestions i l'Acta Final de la Conferència va ser molt reaccionari, tal com havia previst Metternich, que va romandre a Viena fins al final el maig de 1820. El 6 de maig va saber de la mort de la seva filla Klementine per tuberculosi, i anant a Praga, va saber que Maria, la seva filla gran, també havia contret la malaltia, i estava al seu llit a Baden bei Wien quan va morir el 20 de juliol. Va fer que Eleonore i els fills restants a marxessin cap a l'aire més net de França.
En 1820 es van produir revoltes liberals a les quals s'esperava que Metternich respongués, i va triar la inactivitat a Espanya amb el pronunciament de Riego però, per a la seva consternació i sorpresa, Guglielmo Pepe va liderar una revolta al Regne de Nàpols a principis de juliol i va obligar a Ferran I a acceptar una nova constitució liberal. Metternich va acceptar de mala gana assistir al Congrés de Troppau, iniciat per Rússia, a l'octubre per discutir aquests esdeveniments, en què el tsar va acceptar una proposta de compromís d'intervencionisme moderat. Encara preocupat per la influència de Kapodistrias sobre el tsar, va establir els seus principis conservadors en un llarg memoràndum, incloent un atac a la premsa lliure i la iniciativa de les classes mitjanes. El Congrés es va dissoldre la tercera setmana de desembre, i el següent pas seria un congrés a Laibach (ara Ljubljana) per discutir la intervenció a austríaca a Nàpols.
Metternich va dominar el congrés de Laibach més que cap altre congrés, supervisant el rebuig de Ferran a la constitució liberal que havia acceptat uns mesos abans. Els exèrcits austríacs van dirigir-se a Nàpols al febrer, entrant a la ciutat al març. El Congrés es va ajornar però Metternich va voler mantenir a prop els representants dels poders fins que la revolta fos sufocada. Quan a mitjans de març van esclatar revoltes semblants al Piemont, Metternich tenia a mà el tsar, que va acceptar enviar 90.000 homes a la frontera en mostra de solidaritat. A Viena va créixer la preocupació sobre la massa cara política de Metternich, que també estava clarament preocupat pel futur d'Itàlia i es va alleujar quan va poder crear un canceller de la cort i un canceller d'estat el 25 de maig, vacants des de la mort de Kaunitz el 1794, i per la renovada (encara que fràgil) proximitat entre Àustria, Prússia i Rússia a costa de l'entesa angloaustríaca.

## Canceller de l'Imperi Austríac

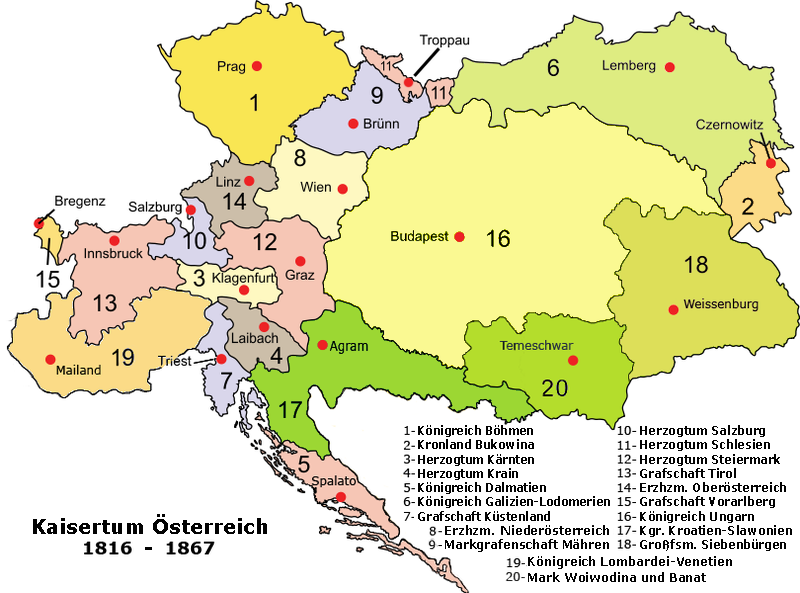
L'Imperi Austríac, entre 1816 i 1867.

### Hanover, Verona, i Txernivtsí
En 1821 fou nomenat Canceller de l'Imperi Austríac. Mentre Metternich encara es trobava en 1821 a Ljubljana amb el tsar Alexandre, la revolta del príncep Aléxandros Ypsilantis amenaçava amb portar l'Imperi Otomà a la vora del col·lapse. Metternich es va oposar a totes les formes de nacionalisme grec per mantenir un Imperi Otomà fort que contrapeses Rússia. Abans del retorn del tsar a Rússia, Metternich va acordar que Alexandre no actués unilateralment, i per obtenir suport addicional, es va reunir a l'octubre amb el vescomte Castlereagh i Jordi IV del Regne Unit a Hannover amb la promesa de saldar en part els deutes financers d'Àustria amb Gran Bretanya, i restaurant l'entente anglo-austríaca va acordar el seu suport a la posició austríaca als Balcans. Metternich se'n va anar feliç, sobretot perquè havia tornat a trobar-se amb Dorothea Lieven.
Durant el Nadal, el tsar va vacil·lar més del que Metternich havia esperat, i el febrer de 1822 va enviar Dmitry Tatishchev a Viena per dur a terme converses amb Metternich, que aviat va convèncer al rus perquè el deixés dictar els esdeveniments. A canvi Àustria va prometre donar suport a Rússia en l'aplicació dels seus tractats amb els otomans si els altres membres de l'aliança feien el mateix; Metternich era conscient que això era políticament impossible per als britànics. Ioannis Kapodístrias es va retirar del servei a la cort russa, que a finals d'abril estava decidida a intervenir a Espanya per fer caure la constitució liberal, i Metternich va convèncer el seu aliat Castlereagh perquè anés a Viena per a conversar abans d'un congrés programat a Verona, però Castlereagh es va suïcidar el 12 d'agost. Amb Castlereagh mort i les relacions amb els britànics afeblides, Metternich havia perdut un aliat útil. El Congrés de Verona va ser un bon esdeveniment social però diplomàticament menys reeixit. Previst per debatre sobre Itàlia, el Congrés es va haver de centrar sobre Espanya. Àustria va instar la no intervenció, però van ser els francesos els que van portar el dia amb la seva proposta d'una força d'invasió conjunta. Prússia va comprometre homes, i el tsar va prometre 150.000 homes. Metternich es preocupava per les dificultats de transportar aquest nombre a Espanya i per les ambicions franceses, però tot i així va prometre suport moral a la força conjunta.
Va estar a Verona fins al 18 de desembre, després va passar uns dies a Venècia amb el tsar i després sol a Múnic. Va tornar a Viena a principis de gener de 1823 i va romandre fins al setembre; després de Verona, va viatjar molt menys que abans, en part a causa del seu nou càrrec com a canceller i en part a causa de la seva salut deteriorada. Es va animar amb l'arribada de la seva família de París al maig. Políticament, l'any va ser de decepcions: els francesos van creuar els Pirineus el 7 d'abril de 1823 de manera unilateral amb els Cent Mil Fills de Sant Lluís, desfent la "solidaritat moral" establerta al congrés de Verona, el nou papa Lleó XII era massa pro-francès, i hi va haver problemes entre Àustria i diversos estats alemanys què no havien estat inclosos a Verona. A més, Metternich, en desacreditar el diplomàtic rus Carlo Andrea Pozzo di Borgo, va renovar l'antiga sospita del tsar sobre ell. A finals de setembre: mentre acompanyava l'emperador a una reunió amb Alexandre a Txernivtsí, Metternich va emmalaltir amb febre, i no va poder continuar i va haver de conformar-se amb breus converses amb el ministre d'Exteriors rus, el comte Karl Nesselrode. A les converses de Txernivtsí, en absència de Metternich, un tsar impacient va demanar un congrés a Sant Petersburg, l'aleshores capital russa, per discutir la Qüestió d'Orient.
La doble proposta del tsar per a les reunions de Sant Petersburg: un acord de la Qüestió d'Orient favorable a Rússia i una autonomia limitada per a tres principats grecs, no fou acceptada per les altres potències europees, i els assistents potencials com el secretari d'Afers Exteriors britànic, George Canning, es van allunyar lentament a desgrat d'Alexandre. Metternich creia que havia guanyat un nivell únic d'influència sobre el tsar i va renovar el programa conservador que havia esbossat al congrés de Karlsbad cinc anys abans i va intentar augmentar encara més la influència austríaca sobre la Dieta Federal alemanya. També va informar a la premsa que ja no podien donar a conèixer les actes de les reunions de la Dieta, només les seves resolucions. El gener de 1825 a salut de la seva dona Eleonore va empitjorar i va visitar-la a París poc abans de la seva mort el 19 de març. Va sortir de París el 21 d'abril i es va reunir amb l'emperador a Milà després d'arribar el 7 de maig. Va rebutjar la invitació del Papa per convertir-se en cardenal de l'església. També hi va haver un petit viatge a Gènova. A principis de juliol, la cort es va dispersar i Metternich va visitar les seves filles Leontine i Hermine a Bad Ischl. Malgrat l'aïllament, va rebre informes constants de la revolta grega, que estava sent aixafada ràpidament per Ibrahim Paixà d'Egipte. També va haver de fer front a les conseqüències de Sant Petersburg on el tsar, tot i que no va poder convocar un congrés, havia conversat amb tots els principals ambaixadors. A mitjans de maig estava clar que els aliats no podien decidir sobre un curs d'acció i, com a tal, la Santa Aliança ja no era una entitat política viable.

### Dietes hongareses, mort d'Alexandre I i problemes a Itàlia
A principis de la dècada de 1820, Metternich aconsellà a Francesc I d'Àustria que convocar la Dieta hongaresa ajudaria a obtenir l'aprovació de la reforma financera. De fet, la Dieta de 1825 a 1827 va veure 300 sessions plenes de crítiques sobre com l'Imperi havia erosionat els drets històrics de la noblesa del Regne d'Hongria. Estava alarmat pel creixement del sentiment nacional hongarès i desconfiat de la creixent influència del nacionalista István Széchenyi, a qui havia vist dues vegades el 1825. De tornada a Viena, a mitjans de desembre, va saber de la mort del tsar Alexandre amb sentiments contradictoris. Amb 53 anys, Metternich va optar per enviar l'arxiduc Ferran per establir el primer contacte amb Nicolau, i el duc de Wellington, amic de Metternich fou l'enviat britànic. Els primers 18 mesos del regnat de Nicolau no van anar bé per a Metternich: els britànics van ser escollits per davant dels austríacs per supervisar les converses rus-otomanes i Metternich no va poder exercir cap influència sobre la resultant Convenció d'Akkerman en la qual s'acceptaven les demandes russes sobre els principats de Sèrbia, Moldàvia i Valàquia. França també va començar a allunyar-se de la posició no intervencionista de Metternich. L'agost de 1826, Karl Nesselrode, el ministre d'Afers Exteriors rus, va rebutjar una proposta de Metternich de convocar un congrés per discutir els esdeveniments que finalment van provocar l'esclat de la Guerra Civil portuguesa. El ministre d'Afers Exteriors austríac ho va acceptar amb una "sorprenent resiliència". El 29 de març de 1827 Metternich va parlar i va assistir al funeral de Beethoven.
El 5 de novembre de 1827 la baronessa Antoinette von Leykam, de només vint anys i filla del diplomàtic Christoph Ambros Baron von Leykam i Donna Antonia Caputo dei Marchesi della Petrella es va convertir en la segona esposa de Metternich. De la baixa noblesa, la gràcia i l'encant d'Antoinette aviat van conquistar la societat vienesa. El mateix dia les forces britàniques, russes i franceses van destruir la flota otomana a la batalla de Navarino. Metternich estava preocupat per què la intervenció aliada enderroqués l'Imperi Otomà, alterant l'equilibri creat amb tanta cura el 1815. Per al seu alleujament, el nou primer ministre britànic Wellington i el seu gabinet també temien donar a Rússia el avantatge als Balcans. Després que una altra ronda de les seves propostes de congressos fos rebutjada, Metternich es va apartar de la Qüestió d'Orient i es signava el Tractat d'Adrianopolis el setembre de 1829. Tot i que el va criticar públicament per ser massa dur amb Turquia, en privat es va mostrar satisfet amb la seva clemència i l'autonomia grega, que la convertia en un amortidor contra l'expansió russa en lloc d'un estat satèl·lit rus.
El novembre de 1828 va morir la seva mare, i el gener de 1829 va morir Antoinette, cinc dies després de donar a llum el seu fill, Richard von Metternich. Després de lluitar contra la tuberculosi durant molts mesos, el fill de Metternich, Viktor, aleshores diplomàtic, va morir el 30 de novembre de 1829, i va passar el Nadal sol i deprimit, preocupat pels mètodes draconians d'alguns dels seus companys conservadors i per la marxa renovada del liberalisme. Al maig, Metternich es va prendre unes vacances a la seva finca de Johannisberg i va tornar a Viena un mes després, encara preocupat pel "caos a Londres i París" i la seva capacitat decreixent per evitar-lo. En sentir que Nesselrode havia de prendre les aigües a Karlsbad, el va trobar allà a finals de juliol i van organitzar una segona reunió a l'agost. Metternich va saber de la Revolució francesa de Juliol, que el va sorprendre profundament i va plantejar un congrés de la Quadruple Aliança però els russos van rebutjar el seu pla per restaurar l'antiga Aliança, però van acordar el Chiffon de Karlsbad pel que els aliats es van comprometre a mantenir els principis de 1815 advertint al nou govern francès que no mostrés ambicions territorials a Europa. L'estat d'ànim de Metternich es va agreujar per les notícies dels Revolució belga que va conduir a la independència de Bèlgica, la dimissió de Wellington a Londres i les crides de constitucionalitat a Alemanya, creient que era el "inici de la fi" de la Vella Europa. La Dieta hongaresa de 1830 va tenir més èxit que les anteriors, coronant l'arxiduc Ferran com a rei d'Hongria amb poca dissidència. A més, al novembre es va acordar el seu compromís amb la comtessa Melanie Zichy-Ferraris, de 25 anys, que procedia d'una família magiar que els Metternich coneixien des de feia temps. L'anunci va causar molta menys consternació a Viena que l'anterior núvia de Metternich, i es van casar el 30 de gener de 1831.
El febrer de 1831 els rebels van prendre Parma, Mòdena i Bolonya i van demanar ajuda a França mentre els seus antics senyors van demanar ajuda a Àustria, però Metternich no volia envia tropes austríaques als Estats Pontificis sense l'autorització del nou papa Gregori XVI. Va ocupar Parma i Mòdena i finalment va creuar al territori papal. Com a resultat, Itàlia es va pacificar a finals de març. Va autoritzar la retirada de les tropes dels Estats Pontificis al juliol, però pel gener de 1832 van tornar a sufocar una segona rebel·lió. Metternich estava envellint notablement: tenia els cabells grisos i la cara estirada i enfonsada, tot i que la seva dona encara gaudia de la seva companyia. El febrer de 1832 va néixer la seva filla i el 1833 el seu fill Klemens, encara que va morir als dos mesos d'edat; l'octubre de 1834 un segon fill, Paul; i el 1837 el seu tercer amb Melanie, Lothar. Políticament, Metternich tenia un nou adversari, Lord Palmerston, que havia pres el relleu al Ministeri d'Afers Exteriors britànic el 1830. A finals de 1832, s'havien enfrontat pràcticament a tots els temes. "En resum", va escriure Metternich, "Palmerston s'equivoca en tot". Sobretot, Metternich estava molest per la seva insistència que, segons els acords de 1815, Gran Bretanya tenia el dret d'oposar-se a l'enduriment dels controls universitaris d'Àustria a Alemanya, com Metternich havia tornat a fer el 1832, i la seva pròpia influència es reduiria significativament.

### La qüestió oriental revisada i la pau a Europa
El 1831 Egipte va envair l'Imperi Otomà. Amb l'enfonsament total de l'Imperi Àustria podia guanyar poc, i Metternich va proposar un suport multilateral als otomans i un Congrés a Viena per resoldre els detalls, però els francesos es van mostrar evasius i els britànics es van negar a donar suport a cap congrés celebrat a Viena. A l'estiu de 1833 les relacions anglo-austríaques havien arribat a un nou mínim. Rússia va donar suport als otomans a canvi del Tractat de Hünkâr İskelesi, amb la garantia que els otomans tancarien l'estret de Dardanels a qualsevol vaixell de guerra estranger si els russos sol·licitaven aquesta acció, i de cedir el domini de Muhàmmad Alí Paixà sobre Síria i Egipte. Metternich es va reunir amb el rei de Prússia a Teplitz i va acompanyar Francesc I d'Àustria a trobar-se amb el tsar Nicolau a Münchengrätz el setembre de 1833 on, es van arribar a tres acords de Münchengrätz que van donar forma a una nova lliga conservadora per mantenir l'ordre existent a Turquia, Polònia i altres llocs. Gairebé immediatament, va conèixer de la creació de la quàdruple aliança de 1834 de valors liberals entre Gran Bretanya, França, Espanya i Portugal. Metternich va intrigar per la destitució del ministre d'Afers Exteriors britànic i va intentar construir acords de blocs entre poders. Lord Palmerston va deixar el càrrec al novembre, però només temporalment i no per cap dels intents de Metternich. La guerra a gran escala, però, s'havia evitat i la Quadruple Aliança començava a desintegrar-se.
El 2 de març de 1835 va morir l'emperador Francesc, succeït pel seu fill epilèptic Ferran I. Malgrat l'opinió generalitzada que Ferran era un "fantasma d'un monarca", Metternich valorava molt la legitimitat i va treballar per mantenir el govern en marxa. Aviat va acompanyar Ferran en la seva primera reunió amb el tsar Nicolau i el rei de Prússia, de nou a Teplitz. Ferran es va veure desbordat, sobretot quan les delegacions van desfilar a Praga. En general, però, va ser una reunió sense problemes. Els anys següents van passar de manera relativament pacífica per a Metternich: Els incidents diplomàtics es van limitar a l'intercanvi ocasional d'ira amb Palmerston i el fracàs de Metternich per ser un mediador entre els britànics i els russos sobre la seva disputa sobre el mar Negre. També es va esforçar per portar noves tecnologies com els ferrocarrils a Àustria. El tema més urgent va ser Hongria, on Metternich es va mantenir reticent a donar suport al centralista però nacionalista István Széchenyi. A la cort, Metternich va perdre cada cop més poder davant l'estrella en ascens Franz Anton von Kolowrat-Liebsteinsky, especialment en les seves propostes per augmentar els pressupostos militars. Després del seu intent fallit el 1836 de forçar la reforma constitucional, que li hauria permès una major influència, en gran part frustrada per l'arxiduc Joan, de mentalitat més liberal, Metternich es va veure obligat a compartir més poder amb Kolowrat i l'arxiduc Lluís i va deixar la presa de decisions. Entretenir i mantenir les seves finques a Johannisberg, Königswart i Plasy (juntament amb Mariánská Týnice) estaven consumint gran part dels seus recursos en un moment en què tenia quatre fills petits per mantenir, causant-li més estrès.
Metternich havia predit durant molt de temps una nova crisi a l'Est, i quan va esclatar la segona guerra egipcio-otomana el 1839 estava ansiós per restablir les credencials diplomàtiques d'Àustria. Ràpidament va reunir representants a Viena, d'on el 27 de juliol van emetre un comunicat prometent suport a Constantinoble, però, el tsar va desafiar la reivindicació de la centralitat diplomàtica de Viena, els austríacs van perdre la iniciativa i el tractat que va acabar amb la guerra entre l'Imperi Otomà i Egipte es va signar a Londres, que va esdevenir el nou centre de negociacions sobre la qüestió oriental. Només tres setmanes després de la creació de la Lliga Europea de Grans Potències de Metternich com a resposta diplomàtica als moviments agressius del primer ministre francès Adolphe Thiers, s'havia convertit en una simple curiositat, no es va atendre la seva proposta de fer un congrés a Alemanya, i es va rebutjar l'intent de reforçar la influència dels ambaixadors a Viena, marcant el to per a la resta de la cancelleria de Metternich, El treball de Metternich durant els primers anys de la dècada de 1840 va tornar a estar dominat per Hongria i, de manera més general, per les qüestions d'identitat nacional dins del divers Imperi austríac. Les seves propostes sobre Hongria van arribar massa tard, doncs Lajos Kossuth ja liderava l'ascens d'un fort nacionalisme hongarès. El suport de Metternich a altres nacionalitats era irregular, ja que només es va oposar a aquelles que amenaçaven la unitat de l'Imperi.
A la Conferència d'Estat, Metternich va perdre el seu principal aliat el comte Karl Clam-Martinic el 1840, fet que va afavorir la creixent paràlisi al cor del govern austríac. Metternich va lluitar ara per fer complir fins i tot el nivell de censura que desitjava. No hi havia grans reptes per al règim des de l'exterior. Itàlia estava en silenci, i ni l'intent de Metternich de donar una conferència al nou rei prussià Frederic Guillem IV ni l'avorriment de la nova reina Victòria britànica a la seva primera reunió van plantejar problemes immediats. Molt més preocupant era el tsar Nicolau, que estimava poc als Habsburg i Àustria. Després d'una gira improvisada per Itàlia el 1845, el tsar es va aturar inesperadament a Viena i entre crítiques a Àustria va assegurar a Metternich que Rússia no estava a punt d'envair l'Imperi Otomà de nou. Dos mesos més tard, els seus països van haver de treballar junts per la matança de Galítsia i la independència de la Ciutat Lliure de Cracòvia. Metternich va autoritzar l'ocupació de la ciutat i l'ús de tropes per restablir l'ordre a les zones circumdants, amb la intenció de desfer la pseudo-independència que s'havia concedit a Cracòvia al Congrés de Viena de 1815. Després de mesos de negociacions amb Prússia i Rússia, Àustria es va annexionar la ciutat el novembre de 1846. Metternich ho considerava com una victòria personal, però era un acte de dubtosa utilitat: no només els dissidents polonesos ara formaven part oficialment d'Àustria, sinó que el moviment dissident polonès a tot Europa treballava activament contra el "sistema Metternich" que havia anul·lat el drets consagrats el 1815. Gran Bretanya i França també semblaven indignades, tot i que les crides a la dimissió de Metternich van ser ignorades. Durant els dos anys següents, Ferran no va poder abdicar a favor del seu nebot sense regència; Metternich creia que Àustria el necessitaria durant l'interim per mantenir el govern unit.

## La revolució de 1848

Mapa de les revolucions de 1848

Tot i que Metternich estava cansat, des de la seva cancelleria van continuar sortint memoràndums però no va preveure la crisi que s'estava formant. El nou papa Pius IX s'estava guanyant fama com a nacionalista liberal, contraposat a Metternich i Àustria, i al mateix temps, l'Imperi va experimentar l'atur i l'augment de preus com a conseqüència de males collites. Metternich va quedar desconcertat davant el clam dels italians, el Papa i Lord Palmerston quan va ordenar l'ocupació de Ferrara, controlada pes Estats Pontificis a l'estiu de 1847. Tot i aconseguir un acord francès per primera vegada en anys de François Guizot sobre la Guerra Civil Suïssa donant suport als cantons separatistes i proposar una conferència, però el govern va aixafar abans la revolta resultant un gran cop per al prestigi de Metternich, i els seus oponents a Viena ho van qualificar d'evidència de la seva incompetència. Al gener de 1848, Metternich va preveure problemes a Itàlia i hi va enviar un enviat, Karl Ludwig von Ficquelmont i concertant diversos plans de contingència amb els francesos. A finals de febrer, el mariscal de camp austríac Joseph Radetsky va posar l'Itàlia austríaca sota la llei marcial a mesura que es van estendre els disturbis. Malgrat això i escoltar parlar d'una revolució renovada a França, Metternich va ser cautelós, encara pensant que la revolució domèstica era poc probable.
El 3 de març Lajos Kossuth va pronunciar un discurs ardent a la Dieta hongaresa, demanant una constitució. No va ser fins al 10 de març que Metternich va semblar preocupat pels esdeveniments a Viena, on es van organitzar peticions que demanen més llibertat, transparència i representació. Els estudiants van participar en diverses manifestacions, que van culminar el 13 de març quan van aplaudir la família imperial però van expressar la ira contra Metternich. Metternich va ser cridat per reunir-se amb l'arxiduc Lluís i va enviar tropes al carrer i va anunciar una concessió mínima i concertada, però a la tarda, la multitud es va tornar hostil i les tropes van obrir foc sobre ella, matant cinc manifestants. La multitud estava ara realment incitada, ja que als liberals s'hi van unir els pobres, que es disposaven a causar estralls. Els estudiants es van oferir a formar una Legió Acadèmica progovernamental si es complien les seves demandes. l'arxiduc Lluís va acceptar i va demanar a Metternich la dimissió, que va acceptar de mala gana. Després de dormir a la Cancelleria, se li va aconsellar que retirés la seva renúncia o que abandonés la ciutat. Després que l'arxiduc Lluís li enviés un missatge dient que el govern no podia garantir la seva seguretat, Metternich va marxar a la casa del comte Taaffe i després, amb l'ajuda dels amics Charles von Hügel i Johann Rechberg, va arribar a la seu familiar del príncep de Liechtenstein a quaranta milles de distància. a Feldsberg. La filla de Metternich, Leontine, es va unir a ells el 21 de març i va suggerir Londres com a refugi, on van marxar Metternich, Melanie i Richard, de 19 anys, deixant els nens més petits amb Leontine. La renúncia de Metternich s'havia rebut amb aplaudiments a Viena, i fins i tot els plebeus vienesos van donar la benvinguda al final de l'era del conservadorisme social de Metternich.

## Exili, retorn i mort

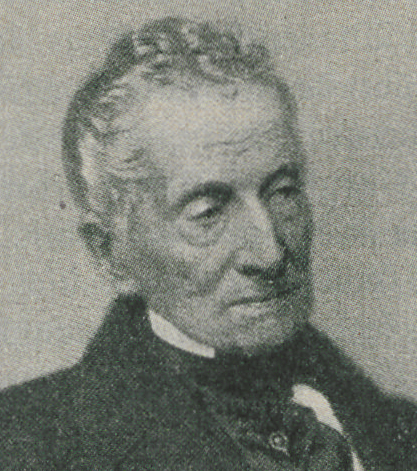
Fotografia de Metternich de major

Després de nou dies Metternich, la seva dona i el seu fill Richard van arribar a Arnhem, on es van quedar fins que Metternich va recuperar forces, després van arribar a Amsterdam i La Haia. El 20 d'abril van arribar a Londres, allotjant-se a l'hotel Brunswick de Hanover Square durant quinze dies fins que van trobar una residència permanent a 44 Eaton Square, on els més petits s'hi van unir a l'estiu. Va seguir els esdeveniments a Àustria des de lluny, i a Viena, una premsa postcensura hostil va continuar atacant-lo acusant-lo de malversació i acceptació de suborns, fet que va motivar una investigació de la que va sortir indemne. Com se li va negar una pensió, Metternich va viure de préstecs.
A mitjans de setembre, la família es va traslladar al 42 de Brunswick Terrace, Brighton, on la tranquil·litat de la vida contrastava molt amb l'Europa revolucionària deixada enrere. L'excanciller estava deprimit per la manca de comunicació del nou emperador Francesc Josep I d'Àustria i del seu govern. Leontine va escriure a Viena intentant fomentar aquest contacte, i a l'agost Metternich va rebre una càlida carta de Francesc Josep. A partir de mitjans d'agost, Melanie va començar a pressionar perquè es traslladés a Brussel·les, una ciutat més barata i més propera als afers continentals, on van arribar a l'octubre. Amb l'apaivagament de la revolució, Metternich tenia l'esperança de tornar a Viena. De fet, la seva estada va durar més de 18 mesos mentre Metternich esperava una oportunitat per tornar a entrar en la política austríaca. El març de 1851, Melanie el va induir a escriure al nou primer ministre Felix zu Schwarsenberg, per preguntar-li si podia tornar si prometia no interferir en els afers públics. A l'abril va rebre una resposta afirmativa, autoritzada per Franz Joseph.
El maig de 1851 va marxar cap a la seva finca de Johannisberg, que havia visitat per última vegada el 1845. Aquell estiu, Metternich va gaudir ser visitat pel representant prussià Otto von Bismarck i de Frederic Guillem III de Prússia com una eina contra Schwarzenberg. Al setembre va tornar a Viena on Francesc Josep I va demanar el seu consell sobre nombroses qüestions i les dues faccions emergents a Viena van cortejar-lo; fins i tot el tsar Nicolau el va visitar durant una visita d'estat. A Metternich no li interessava el nou ministre d'Afers Exteriors, Karl Ferdinand von Buol, però el considerava prou incompetent com per ser impressionable. Ara sord, Metternich escrivia sense parar, especialment per a un agraït Franz Josef. Volia la neutralitat austríaca a la guerra de Crimea, encara que Buol no. La salut de Metternich anava deteriorant lentament, la seva dona Melanie va morir el gener de 1854 i a principis de 1856 es va ocupar en els arranjaments per al matrimoni entre el seu fill Richard i la seva néta Pauline (filla de la germanastra de Richard) i va emprendre més viatges. El rei dels belgues va venir de visita, igual que Bismarck, i el 16 d'agost de 1857 va acollir el futur Eduard VII del Regne Unit.
Buol estava cada cop més ressentit pels consells de Metternich, especialment sobre Itàlia. L'abril de 1859 Francesc Josep va demanar-li consell sobre què s'havia de fer a Itàlia. Segons Pauline, Metternich li va suplicar que no enviés un ultimàtum a Itàlia, i Francesc Josep va explicar que aquest ultimàtum ja havia estat enviat. Àustria va iniciar la guerra a Itàlia contra les forces combinades del Regne de Sardenya-Piemont i el seu aliat França. Tot i que Metternich va poder aconseguir el reemplaçament de Buol pe Johann Bernhard von Rechberg, que l'havia ajudat en 1848, la implicació a la guerra mateixa estava ara més enllà de la seva capacitat.
Metternich va morir a Viena l'11 de juny de 1859, als 86 anys, i l'últim gran personatge de la seva generació. Gairebé tots els destacats a Viena van venir a retre homenatge, en canvi a la premsa estrangera, la seva mort va passar pràcticament desapercebuda.